# Jacques Latomus
Ne doit pas être confondu avec Barthélemy Latomus.
Jacques Masson, connu sous le nom de Jacques Latomus ou dans les textes latins de Iacobus Latomus, est un théologien et inquisiteur des anciens Pays-Bas, né dans l'État bourguignon, à Cambron (comté de Hainaut, actuellement en France, département de la Somme) vers 1475 et mort à Louvain en 1544.

## Biographie
Latomus effectua ses études au Collège de Montaigu de l'université de Paris, où il fut reçu Maître ès-arts puis docteur en théologie (1519). La même année, il obtint un poste de répétiteur à l'université de Louvain et publia là son premier libelle, contre l’enseignement du grec et de l'hébreu dans cet établissement, et l'influence d'Érasme. Il devint président du Collège de Standonck à Louvain.
Il obtint la chaire de théologie (1534) puis devint en 1537 recteur de l'ancienne université de Louvain.
Polémiste, il s'attaqua violemment à Luther et à Érasme, et surtout obtint en tant qu'inquisiteur la condamnation à mort de Tyndale.
Nicholas Crane décrit Latomus comme un homme sombre et froid, de petite taille, aux lèvres fines, aux yeux cernés et affecté d'une claudication. Faisant plaisamment allusion à cette infirmité, Érasme l'a d'ailleurs surnommé Héphaïstos dans ses écrits polémiques.
Chanoine de Saint-Pierre de Louvain et inquisiteur épiscopal, Latomus fut pendant vingt ans l'un des adversaires les plus acharnés d’Érasme, qu'il ne parvint toutefois pas à mener au bûcher. Malgré sa réputation d'inquisiteur redoutable, ses réfutations de William Tyndale étaient précises et courtoises : ses contemporains l'avaient surnommé « le plus grand traqueur d'hérésie de l'Europe. »

## Œuvres
Homme du Moyen Âge hostile à l'humanisme, il a peu publié, et surtout contre Luther.
- Articulorum doctrinæ fratris M. Lutheri per theologos Lovanienses damnatorum ratio ex sacris literis et veteribus tractatoribus (Anvers, 1521) ; cet ouvrage est une apologie des théologiens de Louvain contre Melanchthon et les Lutheriens[7].
- De primatus pontificis adversus Lutherum[7] (1525) ; poursuit avec Luther le débat engagé en 1521.
- De confessione secreta (Anvers, 1525) est un pamphlet contre Oecolampade et Beatus Rhenanus[7].
- Confutationum adversus Guililmum Tindalum[8] (1542)
- Duæ epistolæ, una in libellum de ecclesia, Philippo Melanchthoni adscripta; altera contra orationem factiosorum in comitiis Ratisbonensibus habitam[7] (Anvers, 1544)

Son traité Quotlibetica porte un titre en vogue aux siècles précédents. Ses œuvres complètes, Iacobi Latomi opera, ont été publiées à Louvain en 1550 par son neveu Jacques Latomus.